# بی‌نظمی در دبیرستان سحر و جادو
بی‌نظمی در دبیرستان سحر و جادو (به انگلیسی: The Irregular at Magic High School) مجموعه وب رمان ژاپنی نوشته تسوتومو ساتو است که از اکتبر ۲۰۰۸ تا مارس ۲۰۱۱ در وبسایت شوستسوکا نی نارو منتشر شد. از ژوئیه ۲۰۱۱ این مجموعه در قالب لایت ناول منتشر می‌شود. داستان در دهه ۲۰۹۰ جریان دارد که مردم با استفاده از تکنولوژی به سحر و جادو دست پیدا کرده‌اند. یک خواهر و برادر به نام‌های تاتسویا و میوکی شیبا که گذشته بدی با قبیله بدنام یوتسوبا داشته‌اند، در دبیرستان سحر و جادو ثبت نام می‌کنند و سعی می‌کنند تا زندگی روزمره خود را در آرامش بگذرانند تا اینکه تاتسویا به خاطر ناتوانی ظاهری‌اش طرد می‌شود و میوکی به دلیل توانایی‌های جادویی‌اش تأیید می‌شود.
در سال ۲۰۱۳، برای هر آرک داستانی یک اقتباس در قالب مانگا با هنرمندان و ناشران مختلف منتشر شده است. در همان سال، یک مجموعه تلویزیونی انیمه اقتباس شده از این اثر ساخته استودیو مدهاوس از آوریل تا سپتامبر ۲۰۱۴ پخش شد. این مجموعه انیمه در چهار شبکه به صورت همزمان پخش شد و بعداً در نتفلیکس در دسترس قرار گرفت. فصل دوم انیمه ساخته استودیو ایت بیت از اکتبر تا دسامبر ۲۰۲۰ پخش شد. فصل سوم انیمه در آوریل ۲۰۲۴ پخش شد.